# Рейс (фильм)
«Рейс» (пол. Rejs) — комедийный фильм польского режиссёра Марека Пивовского, снятый в 1970 году.

## Сюжет
Двум безбилетным пассажирам удаётся проникнуть на борт судна «Нептун», собирающегося выйти с туристами на борту в рейс по Висле. Один из них, при попустительстве капитана, объявлен «инструктором по культурно-образовательной части», попросту — массовиком-затейником. Его усилиями и с молчаливого согласия пассажиров (представляющих собой срез тогдашнего польского общества), круиз превращается в смесь пустопорожней говорильни и развлечений всё более абсурдного характера.
У фильма открытый финал.

## В ролях
- Станислав Тым — псевдо-затейник
- Иоланта Лёте — девушка, гуляющая в купальном костюме
- Ванда Станиславская-Лёте — Кристина Мамонёва
- Ежи Добровольский — приятель «затейника»
- Анджей Добош — философ
- Феридун Эрол — матрос
- Ян Химильсбах — Сидоровский
- Ежи Карашкевич — рыболов
- Здислав Маклякевич — инженер Мамонь
- Мацей Михаляк
- Рышард Петруский — капитан
- Войцех Покора
- Роман Сушко — профессор
- Вацлав Антчак
- Й. Безамсон
- Евгений Гаевский — член конкурсной комиссии
- Мария Гесицка — пани Мися
- Ирена Изыковска — Сидоровская
- Януш Клосиньский — певец Юзю
- Лешек Ковалевский — поэт
- Вавржинец Трыбала-Ольшевский
- Й. Пекарский
- Т. Петржик
- А. Собчик — судья
- Рафал Соколовский

не указаны в титрах
- Томаш Ленгрен
- Зофия Червиньская

## Съёмочная группа
- Режиссёр: Януш Гловацкий, Марек Пивовский
- Сценаристы: Януш Гловацкий, Ежи Карашкевич, Марек Пивовский
- Оператор: Марек Новицкий
- Композитор: Войцех Киляр
- Сценография: Веслав Снядецкий
- Костюмы: Ядвига Руткевич
- Звукооператор: Александр Голембёвский
- Монтаж: Лидия Пацевич
- Исполнение песен: А. Пекарский

## Призы и награды
- «Самовар» — приз DKF’72;
- I место в анкете еженедельника «Политика» — «Самые интересные польские фильмы XX века»

## Интересные факты
В интервью каналу канала Kino Polska режиссёр фильма сообщал, что у фильма первоначально планировалось несколько вариантов финала, но они не прошли цензуру.

## Музыка в фильме
- марш из фильма «Девичий заговор» (Пётр Марчевский)
- песни — «Oblekoński oberek» (Владислав Павелец, Э. Раставицкий),
- «W Jezioranach» (Т. Весёловский),
- «Historia Jednej Znajomosci» группы Czerwone gitary.